# Hoxberg
Hoxberg bezeichnet einen Ortsteil und einen Berg im Saarland.

## Hoxberg, Ortslage
Die Ortslage Hoxberg ist ein Teil des Lebacher Stadtteils Knorscheid und liegt an der Landstraße von Lebach nach Saarwellingen.

## Hoxberg, Berg

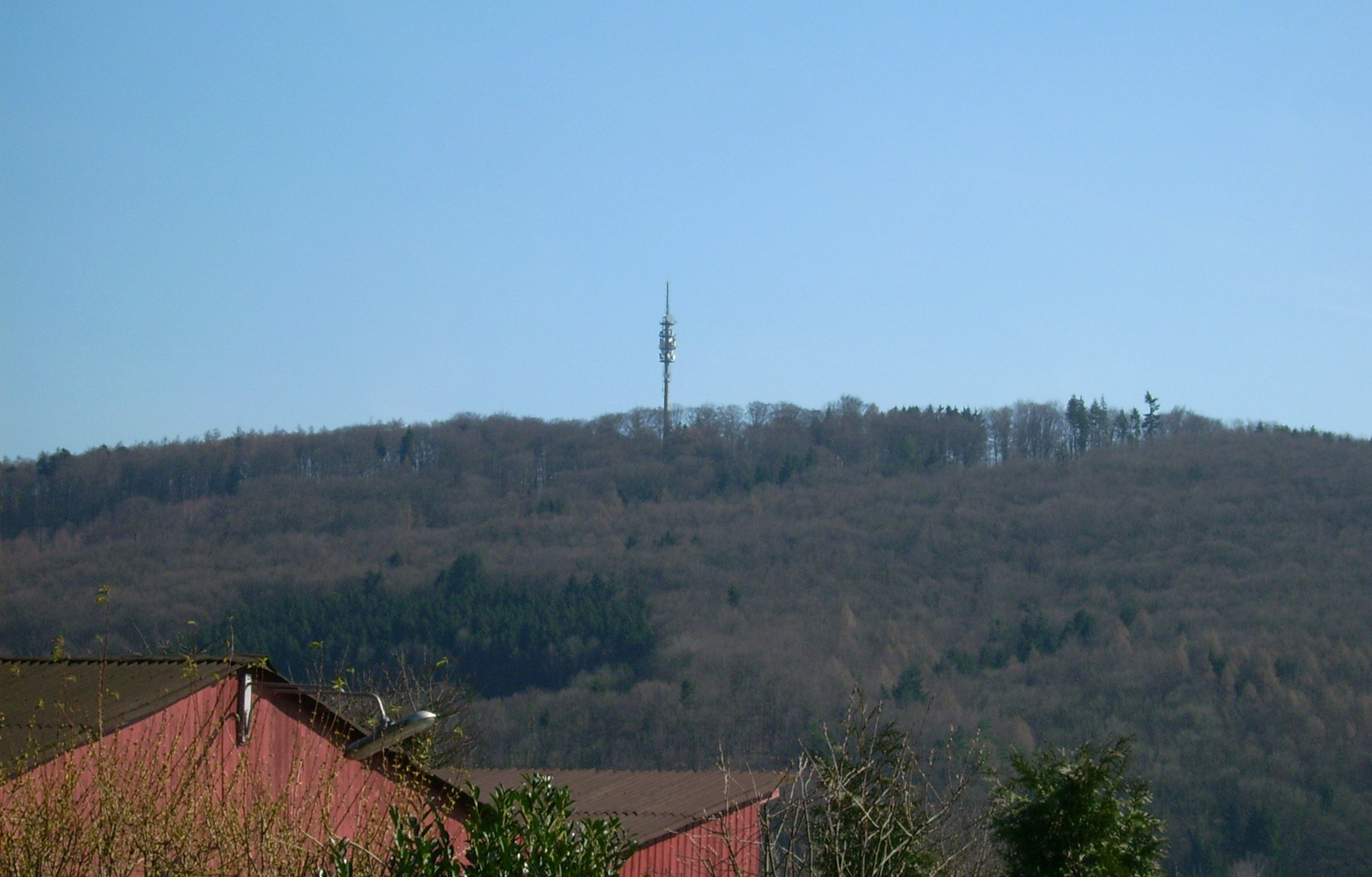
Blick auf den Hoxberg von Körprich

Der Hoxberg ist eine Erhebung im Saarland von 414 m ü. NHN südlich der Prims zwischen Saarwellingen und Lebach. Die 1813 in Betrieb gegangene Optische Telegrafenlinie  Metz–Mainz führte über den Hoxberg.
Überregional bekannt wurde der Hoxberg vor allem durch seinen instabilen Nordhang. Dieser rutschte  1965/66 und zerstörte dadurch 11 Häuser in Körprich total. Ursache für die Instabilität des Berges sind vor allem direkt übereinander liegende Karbonschichten verschiedenen Alters, welche keine ausreichende gegenseitige Verbindung aufweisen. Nach Aussagen von Gutachtern „genügt ein Fußtritt an der richtigen Stelle um den Hoxberg ins Rutschen zu bringen“.
Am 19. Oktober 1987 kam es zu einem Zusammenstoß zweier US-amerikanischer Kampfflugzeuge vom Typ F-5 und F-16, die über dem Hoxberg kollidierten. Die F-16 stürzte über dem Hoxberg ab. Dabei wurde der Pilot getötet. Die F-5 stürzte im nördlichen Saarland zwischen den beiden Ortsteilen Nonnweiler und Selbach (Nohfelden) ab. Dieser Pilot überlebte.
Am Hoxberg gibt es außerdem eine Motocross-Strecke. Jedes Jahr an Ostermontag wird hier ein großer Motocross-Wettbewerb veranstaltet.
Der Premiumwanderweg Kaltensteinpfad im Wegesystem des Saar-Hunsrück-Steigs führt über den Hoxberg.